# Aljujärvi
Aljujärvi är en sjö i Pajala kommun i Norrbotten och ingår i Torneälvens huvudavrinningsområde. Sjön har en area på 0,699 kvadratkilometer och ligger 334 meter över havet. Aljujärvi ligger i Pessinki fjällurskog Natura 2000-område. Sjön avvattnas av vattendraget Aljunjoki.

## Delavrinningsområde
Aljujärvi ingår i det delavrinningsområde (755294-180091) som SMHI kallar för Utloppet av Aljujärvi. Medelhöjden är 360 meter över havet och ytan är 13,4 kvadratkilometer. Det finns inga avrinningsområden uppströms utan avrinningsområdet är högsta punkten. Aljunjoki som avvattnar avrinningsområdet har biflödesordning 5, vilket innebär att vattnet flödar genom totalt 5 vattendrag innan det når havet efter 348 kilometer. Avrinningsområdet består mestadels av skog (74 procent) och sankmarker (21 procent). Avrinningsområdet har 0,7 kvadratkilometer vattenytor vilket ger det en sjöprocent på 5,2 procent.